# Prefekt (Kościół katolicki)
Prefekt (łac. praefectus, pol. przełożony) – w Kościele katolickim: 
1) tytuł przewodniczących kongregacji watykańskich. Prefektów watykańskiej kongregacji mianuje papież jako najwyższy prawodawca i pasterz w Kościele katolickim. Jako wysoki rangą urzędnik Kurii Rzymskiej, stoi na czele dykasterii (czyli dawnych kongregacji) lub innych ważnych urzędów Stolicy Apostolskiej.
2) duchowny-katecheta, szczególnie w jednej szkole,
3) wychowawca w seminarium duchownym, bezpośredni przełożony alumnów, pomocnik rektora.